# Ядърце
Ядърцето (на латински: nucleolus) в клетъчната биология е суборганел в ядрото, като самото то от своя страна е органел. Обикновено са 1,2 на брой с форма на кръгли телца, разположени в съседство с ядрената мембрана.
В тях се съдържат рибозоми, РНК и белтъци. По време на деленето на клетката, ядърцето изчезва и след това се образува отново. Неговата функция е свързана с образуването на рибозомните субединици, които преминават през порите на ядрената мембрана и се изнасят в цитоплазмата на клетката.

## Обща информация
Ядърцето е немембранен суборганел в ядрото на клетките. Основната му функция е биогенезис и събиране на частите изграждащи рибозомите (рибозомна РНК и рибозомни белтъци). По време на първоначалните фази на клетъчното делене ядърцето (вече не може да бъде наблюдавано в метафазата) се разпада. При прехода от телофаза към интерфаза ядърцето (или ядърцата ако са повече от едно) се изгражда отново около местата с хроматин където рРНК се транскрибира. Последователностите от азотни бази в рДНК носят информацията за последователностите на базите в рРНК. Повечето растителни и животински клетки имат поне едно ядърце, но съществуват и такива без такъв органел. В ядърцето има много рибозоми, което е свързано с факта, че в тази структура рибозомите се изграждат и узряват.
Последни изследвания сочат ядърцето, като място от където се препращат множество РНК разновидности. В органела те узряват и след това се разпределят по предназначените им места. Ядърцата участват и в регулацията на клетъчния цикъл.